# Stat (UNIX)
stat je v oboru operačních systémů jedno ze systémových volání na systémech typu Unix a systémech Unixu podobných. Je součástí práce se souborovými systémy a slouží k získání souborových atributů příslušných k zadanému
i-uzlu. Mívá různé varianty, klasický Unix například zná varianty stat() a fstat().

## Stat v POSIXu
Samotná specifikace POSIX zná tři různé funkce:
- stat() volanou na jméno souboru a před vykonáním nejprve interpretující případný symbolický odkaz,
- lstat() volanou na jméno souboru, ovšem v případě symbolického odkazu vracející informace o něm, a
- fstat() volanou na deskriptor souboru

Jejich definice je následující:
```
int
 
stat
(
const
 
char
 
*
filename
,
 
struct
 
stat
 
*
buf
);

int
 
lstat
(
const
 
char
 
*
filename
,
 
struct
 
stat
 
*
buf
);

int
 
fstat
(
int
 
filedesc
,
 
struct
 
stat
 
*
buf
);

```

Tyto tři funkce takto také implementuje linuxové jádro.